# Illasi
Illasi là một đô thị ở tỉnh Verona trong vùng Veneto của Ý, có cự ly khoảng 90 km về phía tây của Venice và khoảng 15 km về phía đông của Verona. Tại thời điểm ngày 31 tháng 12 năm 2004, đô thị này có dân số 5.112 người và diện tích là 25,0 km².
Đô thị Illasi có các frazioni (các đơn vị trực thuộc, chủ yếu là các làng) Cellore and Donzellino.
Illasi giáp các đô thị: Cazzano di Tramigna, Colognola ai Colli, Lavagno, Mezzane di Sotto, và Tregnago.